# Числов, Константин Андреевич
Константин Андреевич Числов (19 августа 1921 года, деревня Подмошье, Тверская губерния — 4 ноября 1992 года, Дедовск, Московская область) — капитан среднего рыболовного траулера «Николай Вилков» Управления траулерного и рефрижераторного флота Министерства рыбного хозяйства СССР, Камчатская область. Герой Социалистического Труда (1971).

## Биография
Родился в 1921 году в крестьянской семье в Подмошье (сегодня — Селижаровский район Тверской области). С 1940 года служил в Военно-морском флоте. Участвовал в Великой Отечественной войне. С 1945 года — боцман десантного судна ДС-5 5-го дивизиона десантных судов Петропавловской военно-морской базы Тихоокеанского флота. Участвовал в Курильской десантной операции. 18 августа 1945 года в составе десанта освобождал северокурильский остров Шумшу от японских захватчиков вместе со своим другом и сослуживцем Героем Советского Союза Николаем Вилковым.
После демобилизации в 1952 году трудился матросом в Управлении тралового флота в Петропавловске-Камчатском. В 1956 году получил специальность «штурман малого плавания» после окончания курсов командных кадров Главкамчатрыбпрома. Трудился 2-м, 3-м помощником капитана малого бота «Сигнальный» (1957—1958), старшим помощником (1958—1959), капитаном среднего рыболовного траулера «Капитан Закхеев» (1959—1964). В 1959 году получил диплом капитана малого плавания. В 1964 году назначен капитаном среднего рыбного траулера «Соликамск» Управления траулерного и рефрижераторного флота. В 1967 году экипаж судна «Соликамск» сдал около 50 тысяч центнеров рыбы.
С 1969 года — капитан отстающего экипажа траулера «Николай Вилков», которое носило имя его друга Герой Советского Союза Николая Вилкова. За короткое время вывел экипаж траулера в число передовых коллективом по добыче рыбы. За девять месяцев работы экипаж сдал плавбазе «Северный полюс» около 40 тысяч центнеров рыбы. Указом Президиума Верховного Совета СССР от 26 апреля 1971 года «за выдающиеся успехи, достигнутые в выполнении заданий пятилетнего плана по развитию рыбного хозяйства» удостоен звания Героя Социалистического Труда с вручением ордена Ленина и золотой медали Серп и Молот.
Избирался делегатом XXIV съезда КПСС. Руководил траулером «Николай Вилков» до 1978 года.
В 1981 году вышел на пенсию и переехал вместе с семьёй в Подмосковье. Проживал в Дедовске Московской области.
Скончался в 1992 году.
Награды
- Герой Социалистического Труда
- Орден Ленина
- Орден Отечественной войны 2 степени (11.03.1985)
- Орден Красной Звезды (1945)